# 南雄县苏维埃政府旧址
南雄县苏维埃政府旧址，位于中国广东省韶关市南雄市油山镇上朔村，现为南雄市文物保护单位，类型为近现代重要史迹及代表性建筑，公布时间为1982年5月21日。
南雄县苏维埃政府旧址的历史年代为大革命时期。